# Boulonnais (streek)

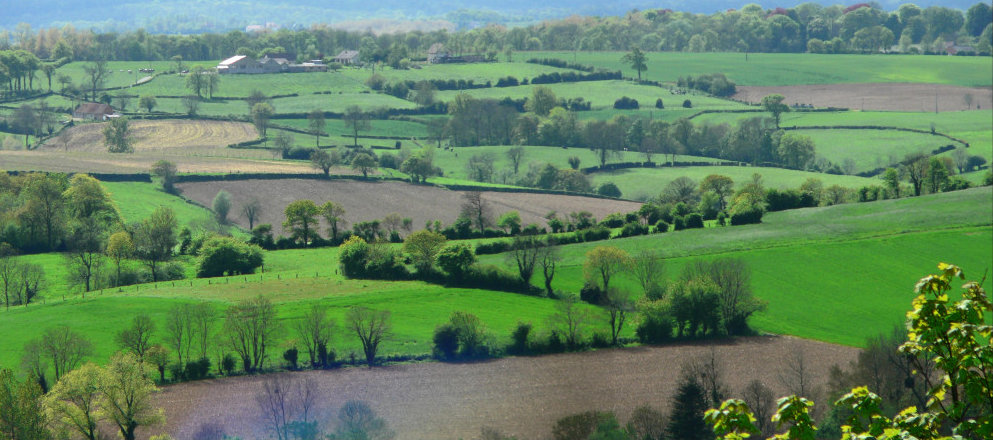
Bocagelandschap van de Boulonnais

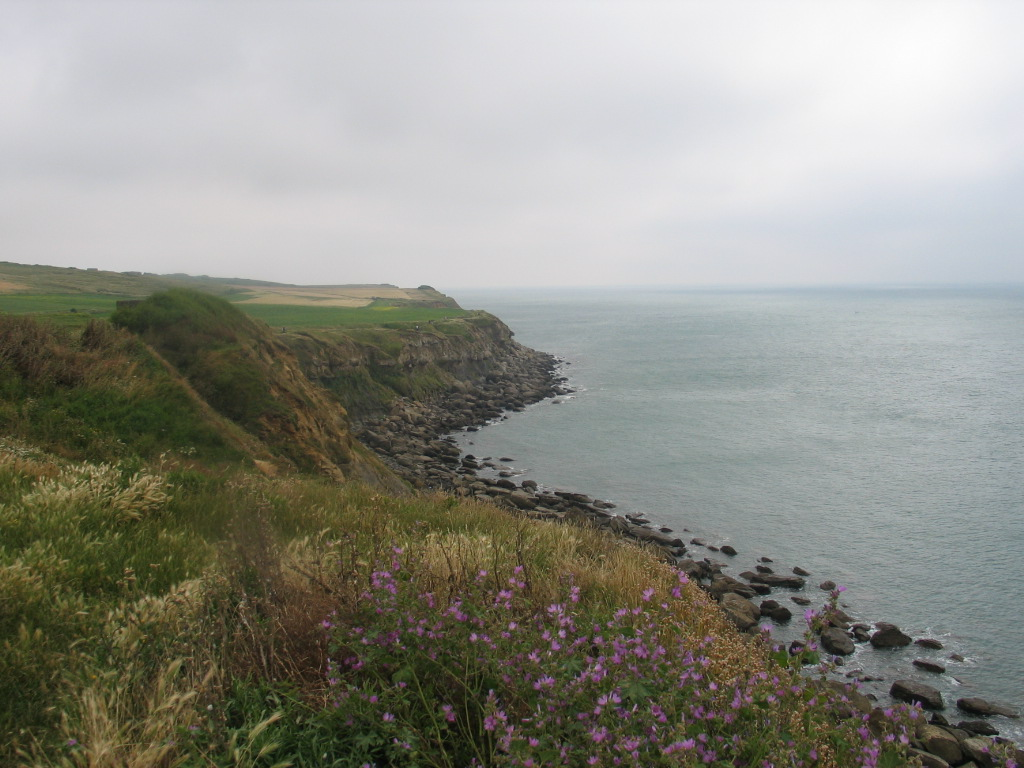
Cap Gris-Nez

De Boulonnais is een streek in het noorden van Frankrijk die het achterland van de kuststad Boulogne-sur-Mer vormt. De begrenzing van de streek wordt ruwweg gevormd langs de dorpen Samer - Desvres - Lottinghen - Colembert - Landrethun-le-Nord - Wissant.

## Geologie

Geologische kaart van de regio rond het Kanaal met de Weald-Artoisanticline

De streek wordt gekenmerkt door een ondergrond die bestaat uit sedimenten uit het Jura. Door opheffing werden de bovenliggende krijt-lagen uit het Krijt geërodeerd waardoor een depressie (boutonnière) ontstond en de onderliggende Jura-zandsteen vrij kwam te liggen. Ten noordoosten, oosten en zuidoosten van de Boulonnais ligt hoger terrein: het meer krijtige Artesië. De Boulonnais vormt de oostelijke zijde van de Weald-Artoisanticline. Aan de overzijde van het Kanaal ligt de Weald, het westelijke deel van dit geografische verschijnsel. De Weald ligt tussen de krijtlagen van de North Downs en South Downs.

## Administratief
Er zijn drie intercommunalités actief in de Boulonnais:
| Intercommunalité                                 | Gemeenten |
| ------------------------------------------------ | --- |
| Communauté d'agglomération du Boulonnais         | Baincthun, Boulogne-sur-Mer, Condette, Conteville-lès-Boulogne, Dannes, Echinghen, Equihen-Plage, Hesdigneul-les-Boulogne, Hesdin l'Abbé, Isques, La Capelle-les-Boulogne, Le Portel, Nesles, Neufchâtel-Hardelot, Outreau, Pernes-lez-Boulogne, Pittefaux, Saint-Etienne-au-Mont, Saint-Léonard, Saint-Martin-Boulogne, Wimereux, Wimille                                   |
| Communauté de communes de la Terre des deux Caps | Ambleteuse, Audembert, Audinghen, Audresselles, Bazinghen, Beuvrequen, Ferques, Hervelinghen, Landrethun-le-Nord, Leubringhen, Leulinghen-Bernes, Maninghen-Henne, Marquise, Offrethun, Réty |
| Communauté de communes de Desvres-Samer          | Alincthun, Bellebrune, Belle-et-Houllefort, Bournonville, Brunembert, Carly, Colembert, Courset, Crémarest, Desvres, Doudeauville, Halinghen, Henneveux, Lacres, Le Wast, Longfossé, Longueville, Lottinghen, Menneville, Nabringhen, Quesques, Questrecques, Saint-Martin-Choquel, Samer, Selles, Senlecques, Tingry, Verlincthun, Vieil-Moutier, Wierre-au-Bois, Wirwignes |